# Никифоровский, Николай Константинович
Николай Константинович Никифоровский (1945—2021) — советский и российский врач-акушер-гинеколог, доктор медицинских наук, профессор Смоленского государственного медицинского института.

## Биография
Николай Константинович Никифоровский родился 22 апреля 1945 года в селе Малое Городище Шимского района Новгородской области. В 1963 году поступил в Смоленский государственный медицинский институт. Окончив его с отличием в 1969 году, Никифоров в дальнейшем окончил клиническую ординатуру и аспирантуру на кафедре акушерства и гинекологии. С 1974 года преподавал в Смоленском государственном медицинском институте (академии, университете). Был ассистентом, доцентом, профессором, заведующим кафедрой акушерства и гинекологии этого высшего учебного заведения. Возглавлял кафедру с 1992 года и до самой смерти.
Никифоровский опубликовал в общей сложности более 120 научных работ, в том числе 3 монографий. Являлся обладателем патентом на 3 изобретения в области современных лечебно-диагностических технологий, в том числе ультразвуковой и пренатальной диагностики. На базе его кафедры были открыты первые в регионе кабинет пренатальной диагностики и отделение гинекологической эндоскопии. В 1975 году защитил диссертацию на соискание учёной степени кандидата медицинских наук: «Некоторые особенности течения и ведения родов у пожилых первородящих». В 1993 году защитил докторскую диссертацию по теме: «Прогнозирование исходов беременности и родов при угрозе невынашивания». Под руководством Никифоровского было защищено 3 докторских и 24 кандидатских диссертации.
Умер 5 января 2021 года, похоронен на кладбище деревни Боровая Смоленского района Смоленской области.

## Награды
- Заслуженный врач Российской Федерации (15 сентября 2003 года);
- Медали.